# Jandir Rodríguez
Jaime Jandir Rodríguez Centeno (San Rafael del Norte, Jinotega, 5 de septiembre de 1993) es un cantautor nicaragüense.
Autor de un disco de estudio llamado “Héroes de abril” que contiene 10 canciones de su autoría alegóricas a las protestas iniciadas en abril de 2018 en su país natal, Nicaragua.

## Biografía
Nació en San Rafael del Norte del departamento de Jinotega, el 5 de septiembre de 1993.
Hizo sus estudios primarios en la Escuela José Mamerto Martínez y se graduó de bachillerato en el Instituto Nacional Ángela Siles, ambos centros de estudio de su pueblo.
Sus primeros pasos en la música los dio a través de la banda filarmónica de su pueblo “Toby y sus pupilos”, que dirige su tío Tobías Pineda, desempeñando una discreta participación como percusionista de la banda.
A los 10 años, guiado por su maestro Augusto Pineda González, inició sus primeras clases de solfeo y se interesó por aprender a tocar el piano y empezar a cantar algunas canciones de otros artistas.
A los 15 años fue miembro del coro de la iglesia a la que asistía, donde descubrió su capacidad para cantar y la tesitura aguda que es característica de su voz.
Con la inquietud de aprender a componer canciones inicia a tocar la guitarra a los 18 años, siendo sus primeras interpretaciones canciones de los Mejía Godoy, Duo Guardabarranco, Joaquín Sabina, Silvio Rodríguez y algunos de los exponentes de la trova latinoamericana; hasta que a los 21 años empieza a componer sus primeras canciones propias.
A los 20 años fundó, junto a un grupo de amigos, el Grupo Trova, que al principio era un proyecto musical que pretendía interpretar canciones de la trova latinoamericana y que posteriormente se fue convirtiendo en un grupo que amenizaba todo tipo de eventos con varios ritmos latinos interpretados dentro de un amplio repertorio, en el que Jandir era la voz principal y tecladista.
Estudió Medicina en la Universidad Nacional Autónoma de Nicaragua (UNAN-León), llegando hasta 4.º año de la carrera.
Durante las protestas en Nicaragua de 2018, Jandir empezó a componer canciones que se convirtieron en verdaderos himnos para la sociedad nicaragüense, como “Héroes de abril”, “Exiliado”, “Alfonsina de abril” y «El libertador», dedicada a Álvaro Conrado; obteniendo el reconocimiento de la sociedad nicaragüense y entrando, de esa manera, en la escena musical del país, compartiendo escenario con artistas como Luis Enrique Mejía Godoy, Perrozompopo, Ceshia Ubau, Gaby Baca y Mario Ruiz de la banda Garcín.
Por ser autor de estas canciones dedicadas a las protestas recibió amenazas que forzaron su salida del país a finales de 2018. El 31 de marzo de 2018 se presentó en el Festival Gastronómico Nicaragüense en El Salvador, y el 24 de noviembre de 2019 recibió un reconocimiento en el X Festival Encuentro Nacional de cantautores "El Que La Hace La Canta 2019" en San Salvador.
También ha participado por dos años consecutivos (2019 y 2020) en el College Freedom Forum que organiza The Human Rights Foundation en la Universidad Francisco Marroquín de Guatemala.
En el año 2019 realizó una gira por Europa que se llamó “Nicaragua en la maleta”, que lo llevó por 6 países del Viejo Continente (España, Dinamarca, Suecia, Países Bajos, Francia y Alemania), realizando 18 conciertos entre estos 6 países.
En 2020 fue nominado al Premio Václav Havel para la Disidencia Creativa, que otorga The Human Rights Foundation todos los años en Oslo, Noruega.
Actualmente vive en Guatemala e inició sus estudios de Licenciatura en Ejecución de Música Popular y Música Contemporánea en la Universidad da Vinci.
En 2021 lanzó su segundo disco de estudio.